# كوشا كابيلا
كوشا كابيلا (Kusha Kapila) (مواليد 20 سبتمبر 1989) هي شخصية هندية معروفة على وسائل التواصل الاجتماعي، كوميدية وممثلة. تنحدر من نيودلهي. بدأت مسيرتها التمثيلية من باب فيلم قصص الأشباح.

## وصلات خارجية
- كوشا كابيلا على موقع IMDb (الإنجليزية)
- كوشا كابيلا على موقع قاعدة بيانات الفيلم (الإنجليزية)